# 沃夏納山
47°44′09″N 14°06′43″E / 47.735833°N 14.111944°E

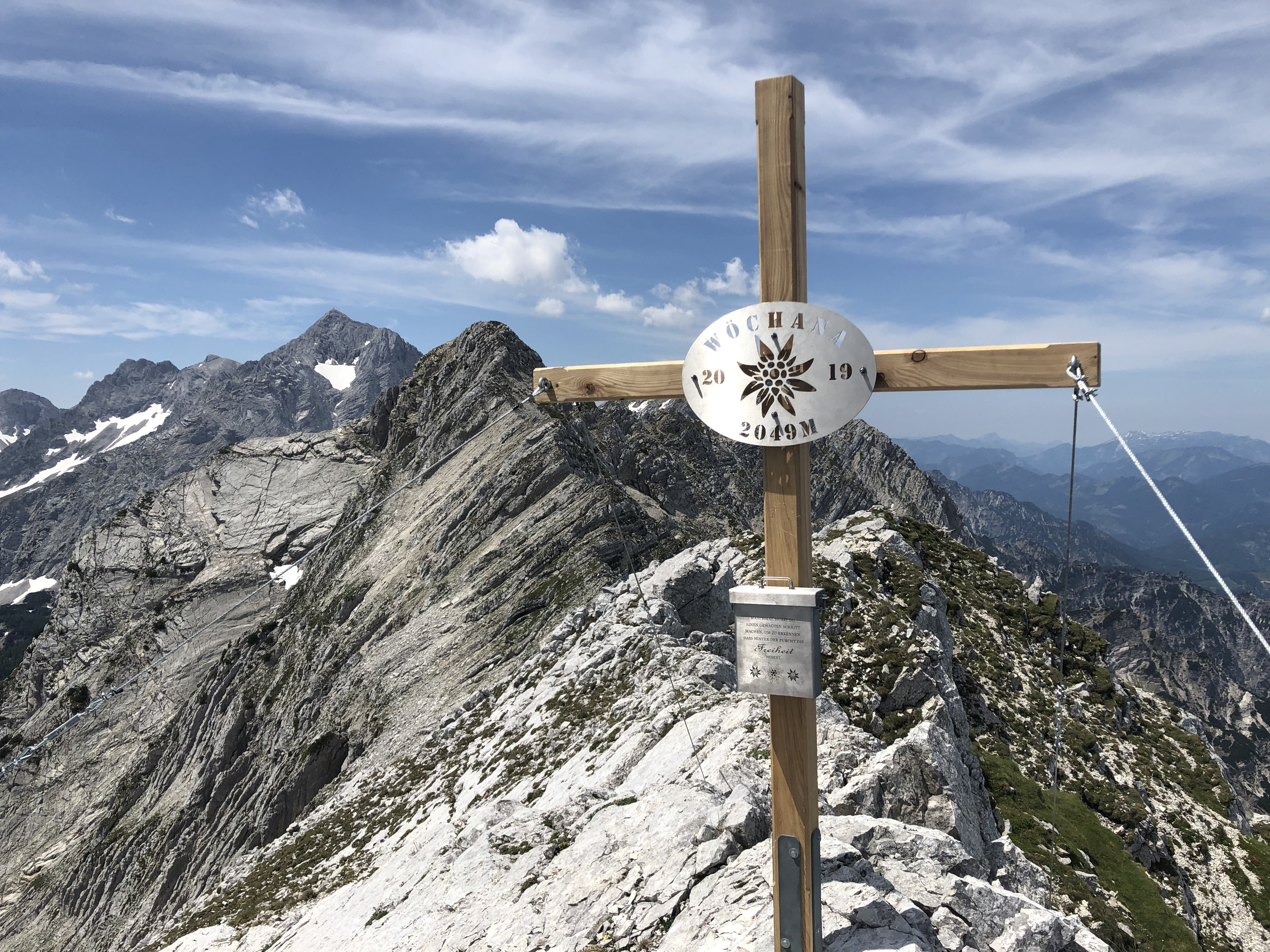

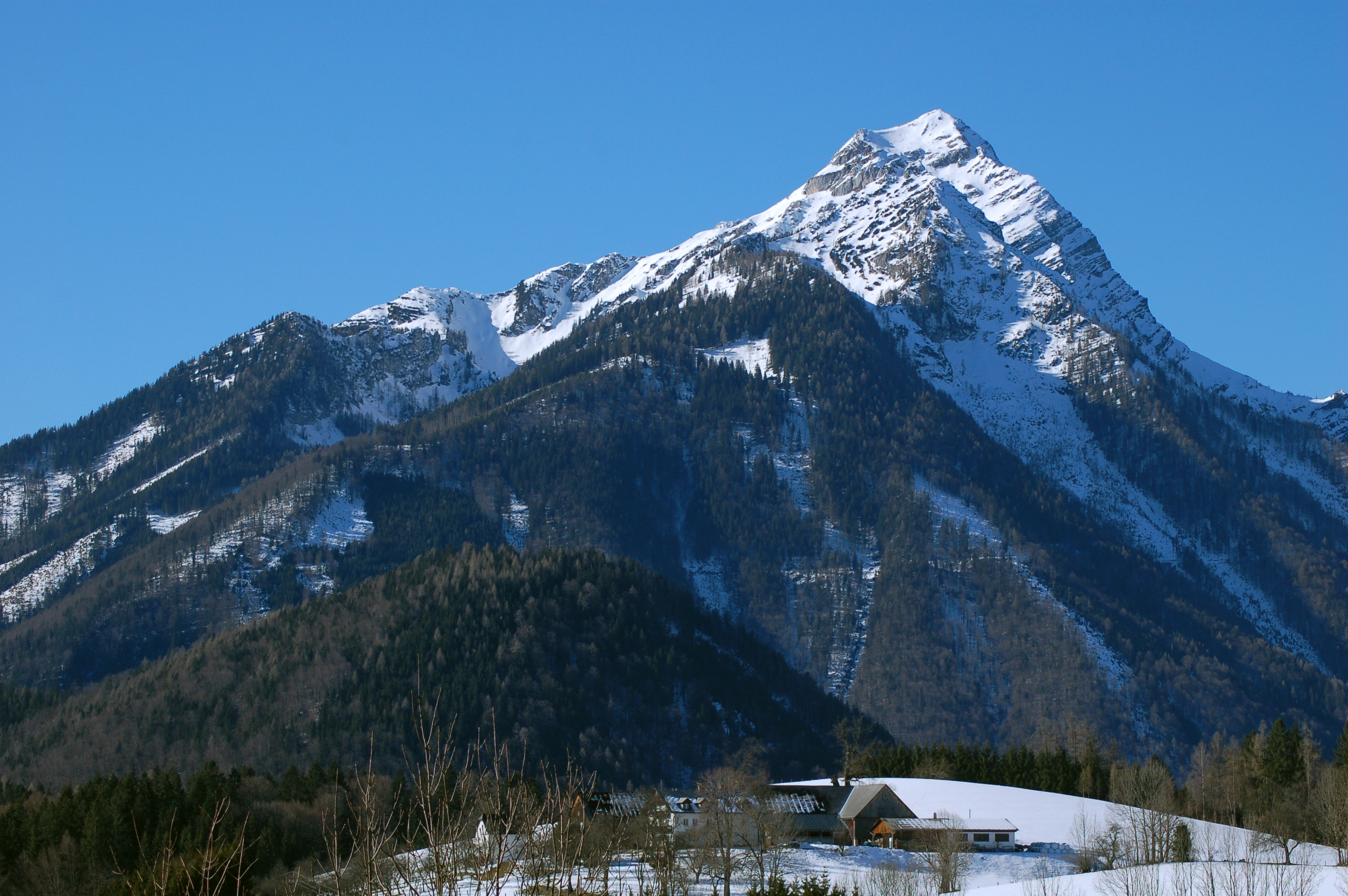

沃夏納山（德語：Wöchana），是奧地利的山峰，位於該國北部，由上奧地利州負責管轄，屬於托特斯山脈的一部分，海拔高度2,049米，山體由石炭岩組成。|REGION-ISO          = AT-4